# Georgij Pinhasov
Georgij Pinhasov (ili Garik Pinhasov, engl. Gueorgui Pinkhassov; Moskva, 1952.) - fotograf, dobitnik međunarodnih nagrada, član agencije Magnum Photos.

## Život i rad
Pinhasov je interes za fotografiju pokazivao još kao tinejdžer, te se nakon završetka škole upisao na Državni institut kinematografije "S.A. Gerasimov". Ne završivši studij, odlazi na dvije godine u vojsku. Nakon povratka iz vojske, počeo je raditi kao fotograf u filmskom studiju Mosfilma, a zatim kao nezavisni fotograf.
Godine 1978. Pinhasov pristupa nekadašnjem Moskovskom gradskom komitetu umjetnika-grafičara (sekcija fotografije), gdje je dobio status samostalnog umjetnika. U dvoranama komiteta u Maloj Gruzinskoj ulici Pinhasov izlaže svoje prve fotografije: portrete i mrtvu prirodu u tehnici sepije (Dinja, Šalica s čajem i mnoge druge). Status samostalnog umjetnika mu je omogućio više slobode da putuje i izlaže svoj rad i na međunarodnoj sceni. Godine 1979. njegove fotografije su prvi put zamijećene izvan Rusije, u grupnoj izložbi sovjetskih fotografija u Parizu.
Njegov je rad primijetio poznati ruski filmski redatelj Andrej Tarkovski, koji ga je pozvao da radi reportažu o njegovom filmu Stalker (1979.), čime ga je ujedno i potaknuo da se bavi novinskom fotografijom. Tarkovski ga je upoznao s fotografijama Henrija Cartier-Bressona, koji je tada bio nepoznat u Rusiji. Kao rezultat prijateljstva s redateljem nastale su tisuće fotografija u boji Sovjetskog Saveza.
Godine 1985. trajno se preselio u Pariz. Predstavivši seriju fotografija u boji Abanotubani ("Tbiliska kupališta") 1988., postao je suradnik agencije Magnum Photos, koju je osnovao čuveni Henri Cartier-Bresson. Od 1990. godine Pinhasov je punopravni član agencije. Redovito radi za međunarodni tisak, npr. Geo, Actuel i The New York Times. Izvještavao je o važnim događajima u Litvi, Mongoliji, Indoneziji, Kini i Africi. Godine 1991. izvještavao je o kolovoškom puču u Moskvi za The New York Times. Nije mu bilo dopušteno ući u Černobil pa je snimao posljedice katastrofe u stvarnom životu ljudi.
Godine 1995. dobio je stipendiju grada Tokija te je 1998. izdao knjigu Sightwalk, sa serijom živopisnih fotografija snimljenih na ulicama grada.

## Nagrade
- 1993. World Press Photo (umjetnička kategorija)
- 1993. Society of News Design Award of Excellence, SAD
- 1995. Bourse de la Ville de Paris

## Izložbe
- 2009. S ljubovju o Baku, središnja izložbena dvorana "Manjež", Moskva
- 2009. Nordmeer, Pariz, Francuska
- 2008. Kak budto by svet, Photobiennale, Vinzavod, Moskva[9]
- 2007. L’Image d’Après, Cinémathèque Française, Pariz, Francuska
- 1988. Center of Photography, Ženeva, Švicarska
- 1988. Asie Centrale - galerija, Pariz, Francuska
- 1987. Cité Internationale des Arts, Pariz, Francuska
- 1979. Maison des Hommes de Lettres, Moskva, Rusija
- 1979. Tour Kiek in de Kök, Tallinn, Estonija

## Knjige Georgija Pinhasova
- 2006. Nordmeer, Hamburg, Njemačka, ISBN 3936543968
- 2003. Carnet D’Opera. Regards en coulisses, ur. Xavier Barral, London, ISBN 2915173028
- 1993. Une promenade à la Défense, Pariz, ISBN 270961233X
- 1999. Sightwalk, London, ISBN 9780714838090

## Knjige u kojima su predstavljene fotografije G. Pinhasova
- 1988. Taneli Escola & Hannu Eerikainen, Toisinnakijat, Helsinki, Finska
- 1988. Die zeitgenossische Photographie in der Sowjetunion, Regensburg, Njemačka, ISBN 3723103766
- 1996. Tokio Today, Japan

## Intervjui
- Kanal "Radost' moja": Georgij Pinhasov - Svetopis  Arhivirana inačica izvorne stranice od 29. srpnja 2017. (Wayback Machine)
- Vanina, E., Lučšije fotografy strany. Georgij Pinhasov, Afiša, 2012.
- Babinceva, N., Georgij Pinhasov: "Sud'ba dajot fotografu dva šansa  Arhivirana inačica izvorne stranice od 28. srpnja 2017. (Wayback Machine), Moskovskije novosti, 30. rujna 2011.